# Mesetas Batéké

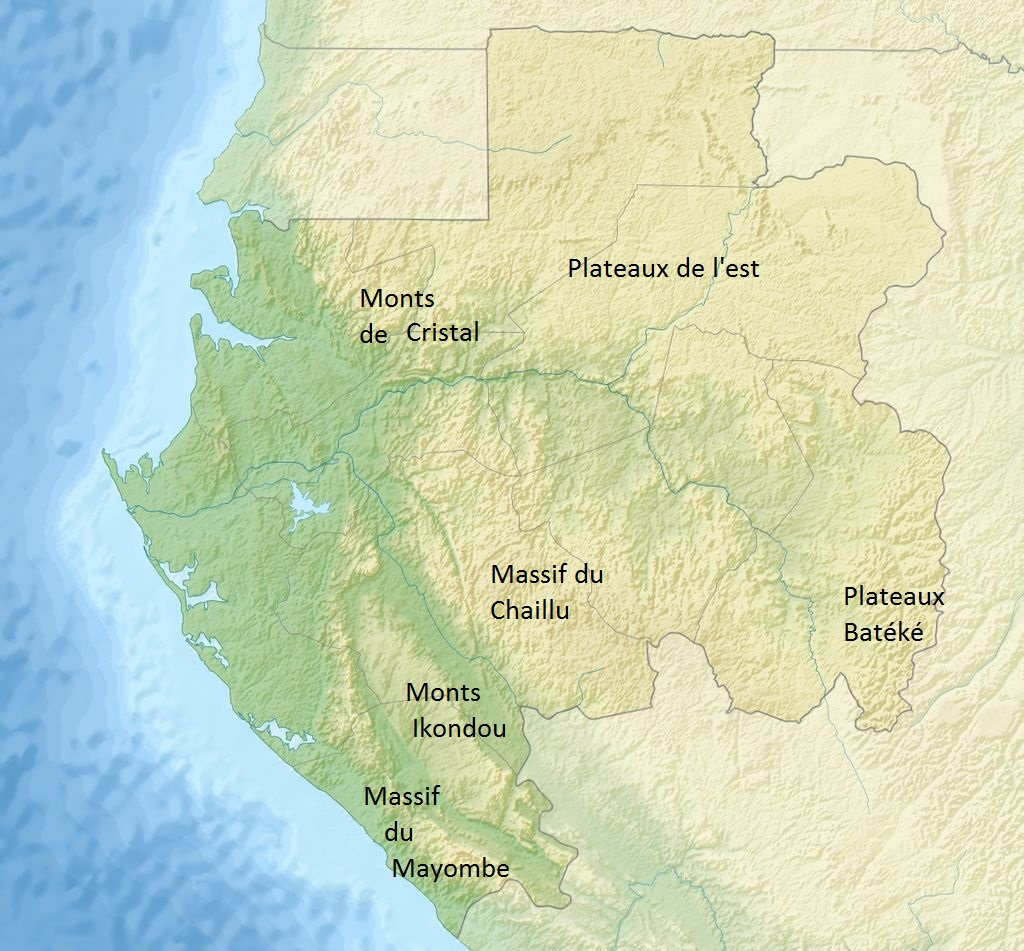
Ubicación de los macizos montañosos en Gabón. Las mesetas Batéké se sitúan en el este del país.

Las mesetas Batéké son un conjunto de mesetas que se sitúan en la frontera entre la República del Congo y Gabón. Dan nombre a los departamentos homónimos de Gabón y de la República del Congo. Cubren unas seis millones de hectáreas y culminan entre 350 y 930 m s. n. m.. Son ricas en manganeso. En la parte gabonesa se ubica el parque nacional de las Mesetas Batéké.

## Etimología
La zona debe su nombre a la presencia de los Téké, una población bantú de la zona. El término batéké significa « los Téké », teniendo el prefijo ba el significado de plural.

## Geología
Son una antigua zona volcánica. Los suelos se componen de areniscas polimórficas, masivamente bajo forma arenosa, datando probablemente del Eoceno. La vegetación es un mosaico de sabanas herbáceas y arbustivas, con bosques con galerías húmedas. Dominada por un gigantesco sistema de dunas, la tierra está cubierta por hierbas y parcelas de sabana separadas por bosques densos. Sus principales ríos son el Kouilou-Niari, en la República del Congo, y los ríos Ogooué, Mpassa, Ndjoumou, Lékabi y Lékey en Gabón.

## Historia
La región de las mesetas Batéké se confunden con la del "reino Téké" mencionado por los exploradores europeos del siglo XV. Desde esa fecha, se tuvo conocimiento de una actividad metalúrgica de más de dos mil años y que duró hasta el siglo XX. Los primeros pobladores llegaron en torno a los años 2000-1000 a. C. como muy tarde, con el inicio de la metalurgia del cobre y del hierro y con una agricultura itinerante.